# Anastasia Dualla

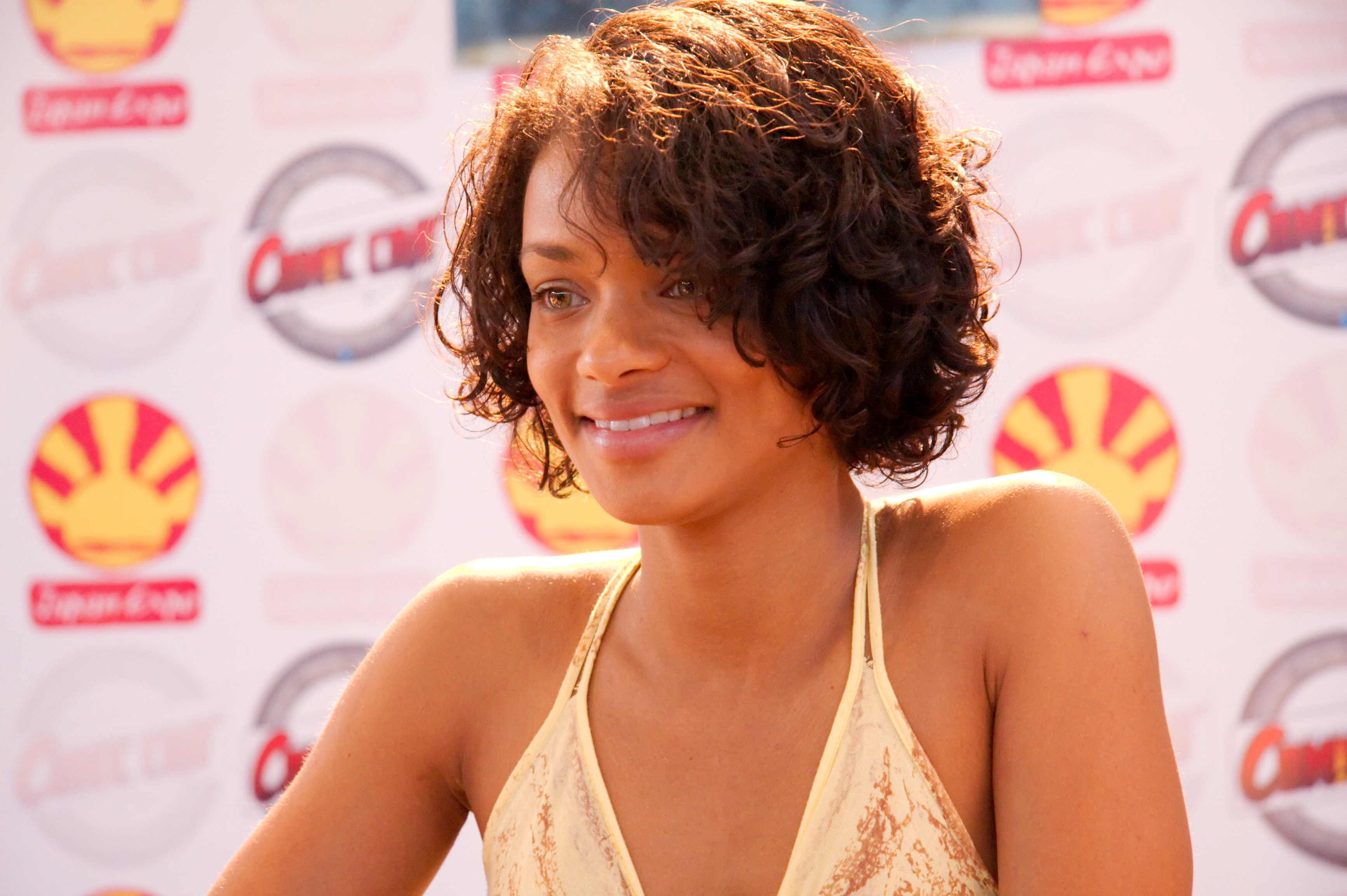
Anastasia "Dee" Dualla, gespeeld door Kandyse McClure

Anastasia "Dee" Dualla is een personage uit de herwerkte televisieserie Battlestar Galactica. Ze is bemanningslid op de Galactica en de Pegasus. De rol werd vertolkt door actrice Kandyse McClure.

## Biografie
Onderofficier Dualla werkt in de periode van de aanvallen op de twaalf kolonies op de brug van de Galactica als communicatie verantwoordelijke. Na de aanval werkt ze nauw samen met Felix Gaeta als de cylons elke 33 minuten een aanval plegen op de vloot en is ze onder meer verantwoordelijk voor het instellen van de coördinaten en het jumpen van de Galactica en de rest van de vloot naar een volgende veilige locatie.
Ze kan het goed vinden met Billy, de stafchef van president Laura Roslin, maar als hij haar ten huwelijk vraagt wijst ze hem af, wat een einde van hun relatie betekent. Niet veel later dreigen terroristen Dee om het leven te brengen als Athena niet aan hen uitgeleverd wordt. Billy red Dees leven maar komt bij de actie zelf om het leven.
Tijdens de presidentsverkiezingen zit ze samen met Laura Roslin, Saul Tigh en Tory Foster in het complot om de verkiezingen te vervalsen ten nadele van Gaius Baltar, echter Felix Gaeta komt de fraude op het spoor waarna hij William Adama informeert over de feiten. Roslin geeft de fraude toe en Baltar wordt president.
Als Starbuck onverwacht trouwt met Samuel Anders, besluit Apollo met Dee te trouwen. Tijdens de bezetting van New Caprica leeft ze samen met hem op de Battlestar Pegasus, waar ze inmiddels werd gepromoveerd tot officier. Na de bevrijding van New Caprica en de vernietiging van de Pegasus gaat ze opnieuw aan de slag op de Galactica.
Tijdens Baltars proces is Apollo een van de advocaten die de zaak van Baltar pleit. Als hij tijdens het getuigenverhoor van Laura Roslin de president in diskrediet brengt, is Dee erg verontwaardigd over de tactieken van haar man waarop ze later die dag besluit hem te verlaten.
Na de vondst van de originele Aarde en de teleurstelling dat de planeet vernietigd werd door een nucleaire oorlog, spreken Apollo en Dee af om samen een avondje uit te gaan. Op het einde bedankt ze hem en zegt dat ze een leuke avond had waarna ze het slaapkwartier van de officieren binnenstapt. Daar treft ze Gaeta en ze hebben een kort gesprek. Als Gaeta de kamer verlaten heeft, trekt ze haar pistool, zet die tegen haar hoofd en haalt de trekker over.